# Исландская хоккейная лига 2005/2006
В 2005—2006 годах прошел 15-й сезон Исландской хоккейной лиги.

## Регулярный сезон
|    | Клуб      | И   | В  | ВО | ПО | П  | Голы    | Очки |
| -- | --------- | --- | -- | -- | -- | -- | ------- | ---- |
| 1. | Рейкьявик | 17* | 17 | 0  | 0  | 0  | 154:039 | 51   |
| 2. | Акюрейри  | 18  | 9  | 1  | 0  | 8  | 093:092 | 29   |
| 3. | Бьёрнин   | 18  | 7  | 0  | 0  | 11 | 086:111 | 21   |
| 4. | Нарфи     | 17* | 1  | 0  | 1  | 15 | 038:129 | 4    |

И = Игры, В = Выигрыш, Н = Ничья, П = Поражение, ВО = Выигрыш в овертайме, ПО = Поражение в овертайме
- матч  «Нарфи» - «Рейкьявик» 25.02.2006 не сыгран

## Матч за 3-е место
Матчи прошли 7 и 8 апреля 2006:
- Бьёрнин - Нарфи 2:0 (7:1, 6:2)

## Финал
Матчи прошли 3, 6 и 9 апреля 2006:
- Рейкьявик - Акюрейри 3:0 (8:1, 7:4, 10:4)

## Статистика и рекорды
- Было сыграно 40 матчей, в которых забит 421 гол (10,53 за игру).
- Крупнейшая победа: (22.10.2005) «Нарфи» - «Рейкьявик» 0-14
- Самый результативный матч: (24.01.2006) «Бьёрнин» - «Рейкьявик» 4-16
- Самый нерезультативный матч: (27.09.2005) «Бьёрнин» - «Рейкьявик» 0-4